# Moins-value
En finance, la moins-value, ou perte en capital est une revente d'un bien meuble ou immeuble à un prix inférieur par rapport à celui de l'achat.
C'est soit une « moins-value réalisée » si elle est matérialisée, soit une « moins-value latente » (à enregistrer comptablement) tant que l'actif n'est pas vendu.
C'est une moins-value nette si elle tient compte des frais divers (achat, vente, conservation, etc.) encore que ceux-ci puissent aussi être imputés sur les revenus courants (intérêts, dividendes, etc.).
La plus-value s'oppose à la moins-value.